# The Shadows
The Shadows (Шэ́доус, с англ. — «Тени») — британская инструментальная рок-группа (хотя иногда выпускались и песни с вокалом), образованная в мае 1958 года в Лондоне в результате преобразования группы «The Five Chesternuts» в «The Drifters», а затем окончательно в «The Shadows» в июле 1959 года.
В первоначальный состав вошли Хэнк Марвин (соло-гитара, фортепиано, вокал), Брюс Уэлч (ритм-гитара), Теренс «Джет» Харрис (бас-гитара), Тони Миэн (ударные). В дальнейшем состав неоднократно менялся. Из оригинального состава остались двое: Марвин и Уэлч. Еще один нынешний участник — Брайан Беннет — в группе с 1961 года.
Является одной из старейших рок-групп мира и, возможно, самой старой из ныне существующих.
В фильме Глеба Панфилова 1970 г. "Начало" звучит композиция группы «Man of Mystery» (1960 г.) в аранжировке ВИА «Поющие гитары» (1969 г.).

## История
Ещё под названием The Drifters группа аккомпанировала Клиффу Ричарду.
Записанный в 1958 году, первый же сингл группы, «Move It», стал хитом, достигнув второго места в британском чарте. В 1960 году, уже сменив название на The Shadows, группа добилась первого серьёзного успеха, записав композицию «Apache», которая провела шесть недель на первом месте британского чарта.
Последующие годы принесли The Shadows серию синглов-хитов, среди которых были: «F.B.I.», «The Frightened City», «The Savage» и «Guitar Tango». Все они вошли в первую десятку, как и «Kon Tiki», «Wonderful Land», «Dance On», «Foot Tapper».
Несмотря на большой успех, разногласия в группе привели к изменению в её составе: в октябре 1961 года Миэна заменил Брайан Беннетт, а в апреле 1962 года Харриса — Брайн «Лайкорис» Локинг. Последний через год уступил место Джону Ростиллу. Что интересно: вскоре записи Харриса и Миэна начали конкурировать на поп-чартах с произведениями The Shadows. Например, до первого места поднялась их совместная работа — сингл «Diamonds».
В 1963—1964 гг. The Shadows снова записали несколько успешных композиций: «Atlantis», «Geronimo», «Theme For Young Lovers» и «The Rise & Fall Flingel Bunt», однако постепенно расцвет мёрсибита начал оттеснять их произведения. Тогда музыканты группы приняли участие в нескольких фильмах с участием Клиффа Ричарда, а также выступили в лондонском мюзикле «Alladin & His Wonderful Lamp», который принёс группе ещё один хит — «Genie With The Light Brown Lamp».
С 1965 года популярность группы стала спадать, и именно в этот период появились два малоуспешных сингла «The Next Time I See Mary Ann» и «Don’t Make My Baby Blue». Вышедший позже фильм и некоторые другие артистические проекты также не принесли признание.
В 1968 году The Shadows публично заявили о намерении прекратить деятельность в следующем году после японского турне в составе: Марвин, Ростилл, Беннетт и Алан Хокшоу (фортепиано). Группа, как и было обещано, распадается.
Позже Марвин реализовал несколько сольных работ, а также вместе с Уэлчем и Джоном Фарраром создал группу Marvin, Welch & Farrar, игравшей в стиле Crosby, Stills & Nash.
возрождение (1973—1990)
В 1973 году к трио Марвин, Уэлч и Фаррар присоединился Беннетт и группа со старым названием The Shadows записала альбомом «Rockin 'With Curly Leads», на котором продюсером и бас-гитаристом был Алан Тарни. Группа также дала много удачных концертов.
В 1975 году музыкантам даже было предложено представлять Великобританию на конкурсе «Евровидение», где их произведение «Let Me Be The One» заняло второе место и позволило группе после многолетнего перерыва войти в британский Тор 20.
В 1976 году группу покинул Форрар. К The Shadows присоединились Алан Джонс (бас) и Клифф Холл (клавишные). Успех их сборника «20 Golden Greats» вызвал новую волну популярности The Shadows.
В марте 1978 г. The Shadows вместе с Клиффом Ричардом отметили свою 20-летнюю творческую деятельность концертами в «London Palladium». В конце 70-х команда экспериментировала со стилем диско, результатом чего стал сингл «Don’t cry for me Argentina», ознаменовавший возвращение The Shadows в первой десятку после почти десятилетнего отсутствия.
В 1983 году группа получила специальную премию за 25 лет деятельности в шоу-бизнесе. Репертуар The Shadows к этому времени, конечно, был осовременен — группа исполняла инструментальные каверы Жана Мишеля Жарра, Bee Gees, The Moody Blues, Джона Леннона и других.
В конце 80-х попавшего в автокатастрофу Алана Джонса заменил Марк Гриффитс.
А в 1990 году о своем уходе объявил Беннетт, решивший сосредоточиться на композиторской деятельности. В результате The Shadows распадаются во второй раз.
2004 — наши дни

## Составы группы
Текущий состав:
- Хэнк Марвин — лид-гитара (1959—1970, 1973—1990, с 2004)
- Брюс Уэлч — ритм-гитара (1959—1970, 1973—1990, с 2004)
- Марк Гриффитс — бас-гитара (1989—1990, с 2004)
- Брайан Беннет — ударные (1961—1970, 1973—1990, с 2004)
- Уоррен Беннет — клавишные (с 2004)

Бывшие участники:
- Джет Харрис — бас-гитара (1959—1962)
- Тони Миэн — ударные (1959—1961)
- Брайан Локинг — бас-гитара (1962—1963; умер в 2020)
- Джон Ростилл — бас-гитара (1963—1968) умер 26.11.1973
- Алан Хокшоу — клавишные (1968—1970)
- Джон Фидди — клавишные (1973—1974)
- Джон Фаррар — бас-гитара (1973—1975)
- Дейв Ричмонд — бас-гитара (1973—1975)
- Алан Тарни — бас-гитара (1973—1977)
- Мо Фостер — бас-гитара (1974)
- Фрэнсис Монкман — клавишные (1977)
- Алан Джонс — бас-гитара (1977—1989)
- Джордж Форд — бас-гитара (1978—1980)
- Клифф Холл — клавишные (1979—1990)

Временная шкала